# Marcel Dionne
Marcel Elphege Dionne (* 3. August 1951 in Drummondville, Québec) ist ein ehemaliger kanadischer Eishockeyspieler. Der Center absolvierte zwischen 1971 und 1989 über 1300 Spiele für die Detroit Red Wings, Los Angeles Kings und New York Rangers in der National Hockey League. Den Großteil seiner Karriere verbrachte er bei den Kings, wo er bis heute eine Reihe von Franchise-Rekorden hält und bei denen seine Trikotnummer 16 gesperrt ist. Mit der kanadischen Nationalmannschaft gewann er unter anderem die Goldmedaille beim Canada Cup 1976.
Dionne gilt als einer der besten Spieler seiner Generation, so erhielt er 1980 die Art Ross Trophy als Topscorer der NHL und wurde darüber hinaus zweimal mit dem Lester B. Pearson Award als wertvollster Spieler ausgezeichnet. Insgesamt verzeichnete er in seiner Karriere 1771 Punkte, sodass in der ewigen Scorerliste der NHL nur fünf Spieler vor ihm platziert sind. 1992 wurde er mit der Aufnahme in die Hockey Hall of Fame geehrt.

## Karriere

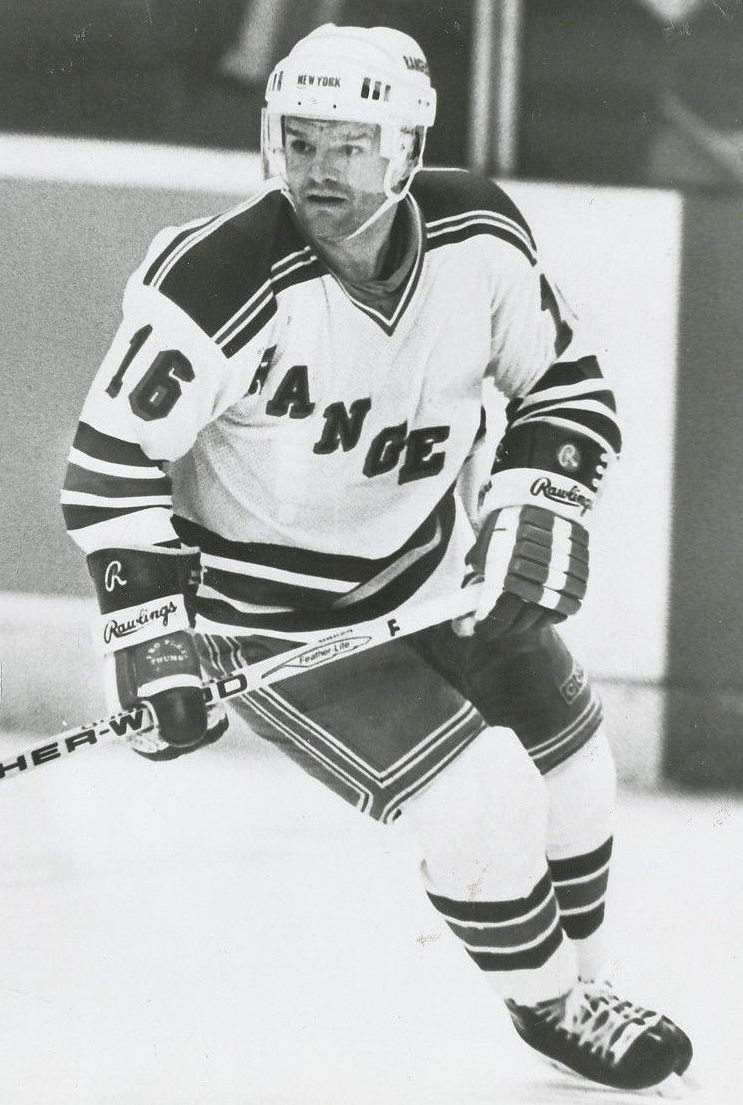
Dionne im Trikot der Rangers

Im NHL Amateur Draft 1971 wurde er als Zweiter hinter Guy Lafleur gewählt und während Lafleur in seiner Heimatprovinz bei den Montréal Canadiens bleiben durfte, musste Dionne nach Detroit in die Vereinigten Staaten. Dionne brachte es auf 417 Punkte mehr als Lafleur, aber Lafleur gewann mit den Canadiens fünfmal den Stanley Cup. Dionne ist der einzige Spieler unter den Top-10-Scorern der NHL, der nie den Stanley Cup gewinnen konnte.
Dionne startete hervorragend in seine erste Saison, aber insgesamt war seine Zeit in Detroit eher enttäuschend und so wechselte er als einer der ersten Top Free Agents zu den Los Angeles Kings. Auch wenn er klein und nicht überdurchschnittlich schnell war, überzeugte er durch seinen Torriecher, seine Stabilität und sein herausragendes Passspiel. In der Mitte der „Triple Crown Line“ mit Charlie Simmer und Dave Taylor brachte er es sechsmal auf über 50 Tore und achtmal auf mehr als 100 Punkte. In Wayne Gretzkys erster Saison 1979/80 war Marcel Dionne Topscorer, weil er bei gleicher Punktzahl mehr Tore erzielt hatte. Bis 1995 konnten danach nur Mario Lemieux und Gretzky diesen Titel gewinnen. Als er 1987 von den Kings zu den Rangers wechselte, kam er von einem Team das seit 19 Jahren ohne Titel war zu einem Team, das seit 46 Jahren auf einen Cup-Gewinn wartete. Zwei Jahre blieb er in New York, bevor er seine Karriere beendete.
Marcel Dionne schoss für die Los Angeles Kings 550 Tore. Das war Vereinsrekord, der bis Januar 2006 bestand. Luc Robitaille übertraf ihn im Januar 2006, als er Tor 550, 551 und 552 in einem Spiel erzielte. Dennoch hält Dionne weiterhin die Bestmarken für die meisten Vorlagen und Scorerpunkte im Trikot der Kings. Mit seinen insgesamt erzielten 1771 Scorerpunkten rangiert er auf Platz sechs in der ewigen Scorerliste der NHL, nur Gretzky, Jaromír Jágr, Mark Messier, Gordie Howe und Ron Francis waren häufiger erfolgreich.
1992 wählte man ihn in die Hockey Hall of Fame. Am 6. November 2006 erhielt er die Lester Patrick Trophy für seine Verdienste um den Eishockeysport in den USA und der NHL.

## Erfolge und Auszeichnungen
- 1970 Eddie Powers Memorial Trophy
- 1970 OHA Second All-Star Team
- 1971 Eddie Powers Memorial Trophy
- 1971 J.-Ross-Robertson-Cup-Gewinn mit den St. Catharines Black Hawks
- 1971 OHA First All-Star Team
- 1975 Teilnahme am NHL All-Star Game
- 1975 Lady Byng Memorial Trophy
- 1976 Teilnahme am NHL All-Star Game
- 1977 Teilnahme am NHL All-Star Game
- 1977 Lady Byng Memorial Trophy
- 1977 NHL First All-Star Team
- 1978 Teilnahme am NHL All-Star Game
- 1979 Teilnahme am Challenge Cup
- 1979 Lester B. Pearson Award
- 1979 NHL Second All-Star Team
- 1980 Teilnahme am NHL All-Star Game
- 1980 Art Ross Trophy
- 1980 Lester B. Pearson Award
- 1980 NHL First All-Star Team
- 1981 Teilnahme am NHL All-Star Game
- 1981 NHL Second All-Star Team
- 1983 Teilnahme am NHL All-Star Game
- 1985 Teilnahme am NHL All-Star Game
- 1992 Aufnahme in die Hockey Hall of Fame
- 2006 Lester Patrick Trophy

### International
- 1976 Goldmedaille beim Canada Cup
- 1978 Bronzemedaille bei der Weltmeisterschaft
- 1978 Bester Stürmer der Weltmeisterschaft
- 1981 Silbermedaille beim Canada Cup
- 1983 Bronzemedaille bei der Weltmeisterschaft
- 1986 Bronzemedaille bei der Weltmeisterschaft

## Karrierestatistik

### International
| Vertrat Kanada bei: - Summit Series 1972 - Canada Cup 1976 - Weltmeisterschaft 1978 - Weltmeisterschaft 1979 | - Canada Cup 1981 - Weltmeisterschaft 1983 - Weltmeisterschaft 1986 | Vertrat National Hockey League bei: - Challenge Cup 1979 |

(Legende zur Spielerstatistik: Sp oder GP = absolvierte Spiele; T oder G = erzielte Tore; V oder A = erzielte Assists; Pkt oder Pts = erzielte Scorerpunkte; SM oder PIM = erhaltene Strafminuten; +/− = Plus/Minus-Bilanz; PP = erzielte Überzahltore; SH = erzielte Unterzahltore; GW = erzielte Siegtore; 1 Play-downs/Relegation; Kursiv: Statistik nicht vollständig)

## Persönliches
Sein Bruder Gilbert Dionne war ebenfalls in der NHL aktiv und gewann mit Montreal 1993 den Stanley Cup.